# Chiesa di Sant'Eusebio (Arconate)
La chiesa di sant'Eusebio è la parrocchiale di Arconate, in città metropolitana ed arcidiocesi di Milano; è compresa nel decanato di Castano Primo.

## Storia

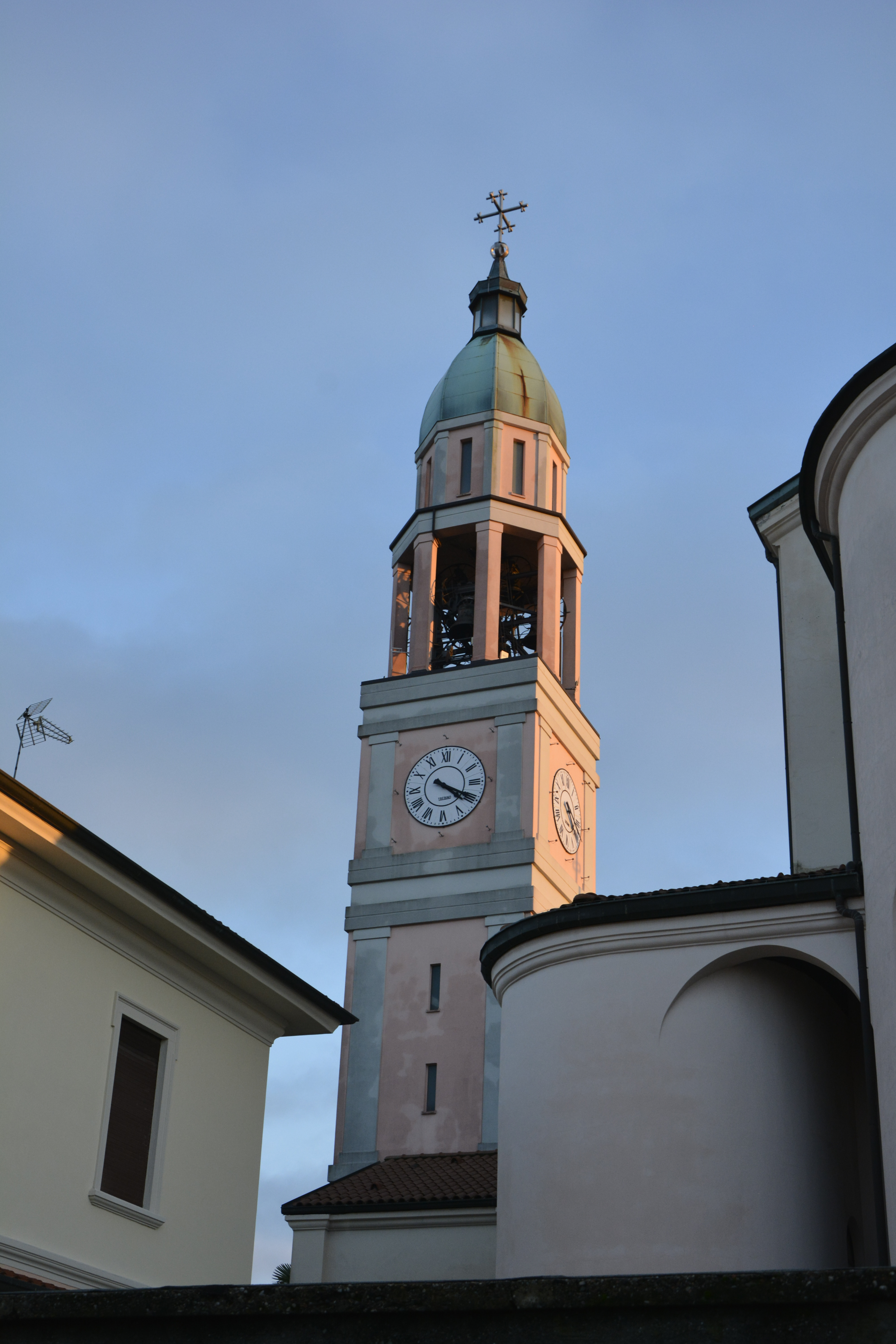
Il campanile

Grazie al Liber Notitiae Sanctorum Mediolani, risalente alla fine del XIII secolo, si conosce che la primitiva chiesa di Arconate era filiale della pieve di Dairago; nel Cinquecento essa fu invece menzionata come rettoriale.
Dagli atti relativi alla visita pastorale del 1753 dell'arcivescovo di Milano Giuseppe Pozzobonelli s'apprende che la parrocchiale arconatese aveva alle sue dipendenze gli oratori di Santa Maria Assunta e di Santa Maria Nascente.
Nella Nota delle parrocchie dello Stato di Milano del 1781 s'apprende che i fedeli d'Arconate, conteggiati nel 1779, ammontavano a 605 e che il reddito parrocchiale era pari a 1071.10 lire.

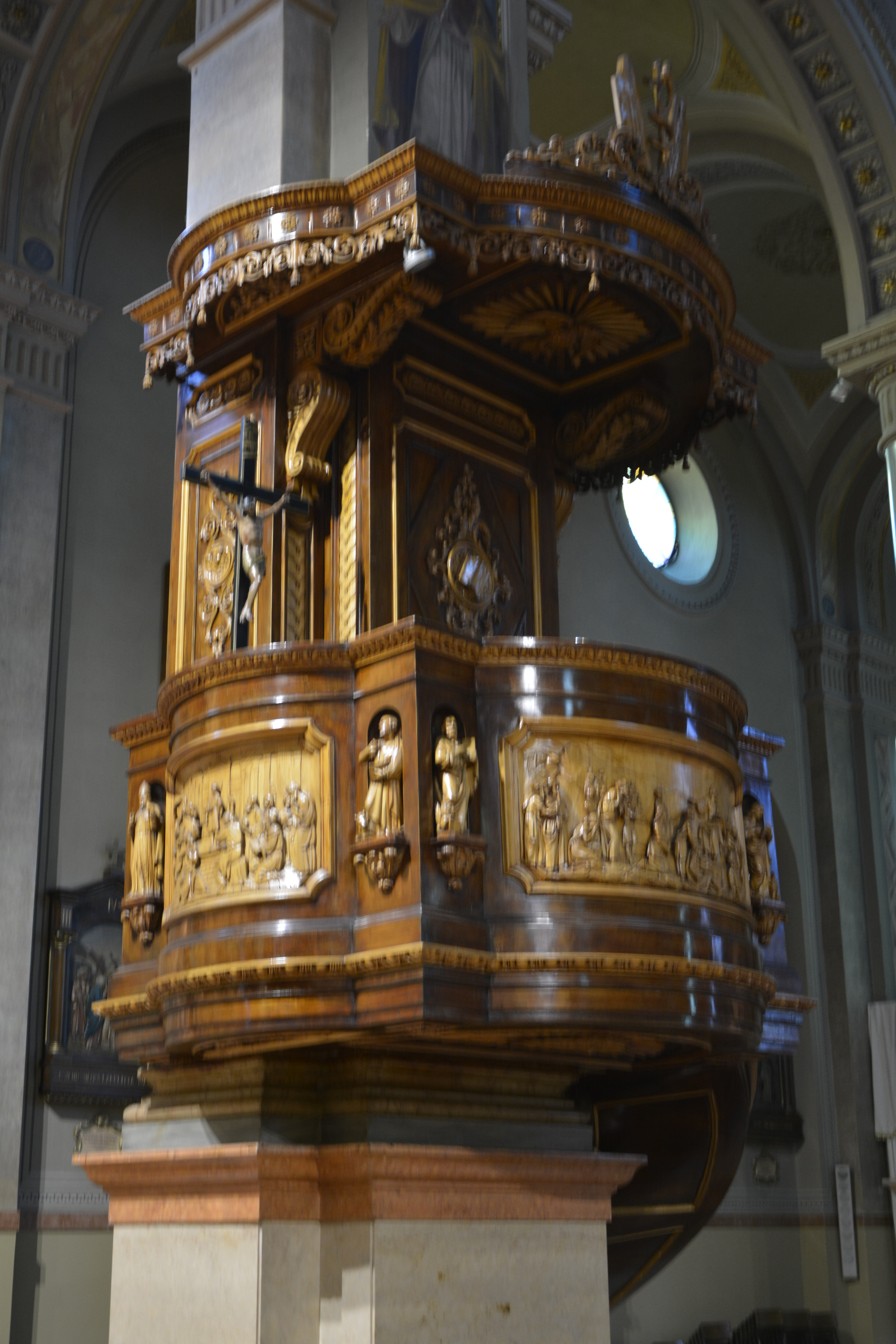
Il pulpito

Nel 1838 il camposanto che circondava fu soppresso la chiesa, la quale, caratterizzata da due navate e terminante con un'abside semicircolare, all'inizio del XX secolo venne demolita per far posto alla nuova parrocchiale, iniziata nel 1901 e portata a termine nel 1904, per poi esser consacrata il 1º ottobre di quell'anno dall'arcivescovo Andrea Carlo Ferrari.
Nel 1968, dopo lo smantellamento del vecchio campanile in cotto, fu eretta la nuova torre campanaria; nel 1972, in seguito all'emanazione del decreto dell'11 marzo 1971 dell'arcivescovo Giovanni Colombo, la chiesa passò dalla pieve foraniale di Dairago, contestualmente soppressa, al decanato di Castano Primo.

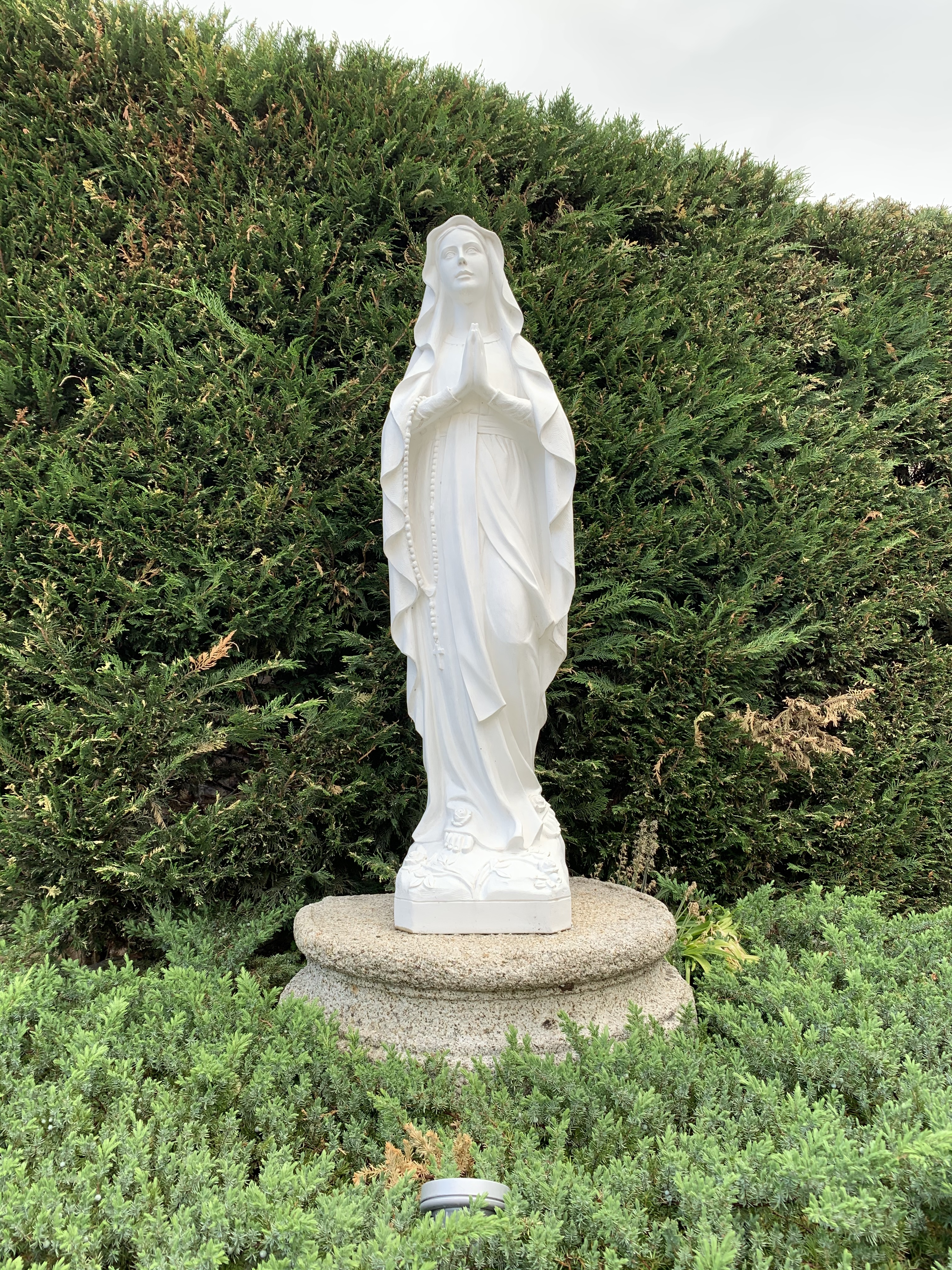
La statua della Madonna nel giardino parrocchiale.

## Descrizione

### Esterno
La facciata della chiesa, che è a salienti, è suddivisa da una duplice cornice marcapiano in due registri; quello inferiore è caratterizzato da sei paraste e da tre portali d'ingresso sormontati di altrettanti timpani, mentre quello superiore, tripartito da quattro paraste, presenta unl rosone ed è coronato dal timpano di forma triangolare, mentre sopra le ali laterali vi sono due balconate dotate di balaustre, decorate da due statue di angeli.

### Interno
L'interno è suddiviso da colonne e da pilastri in tre navate, che terminano in altrettante absidi rivolte ad oriente; inoltre, ogni campata nella navata centrale corrisponde a due delle navate laterali e vi sono pure delle cappelle.
L'opera di maggior pregio qui conservata è l'affresco dell'abside, raffigurante la Santissima Trinità assieme alla Vergine e a Sant'Eusebio e circondata da angeli, apostoli, profeti e dottori della Chiesa, eseguito nel 1946 da Giovanni Garavaglia e Pietro Colombo.